# Kalixt II.
Kalixt II., vlastním jménem Guido z Vienne nebo Guido Burgundský (francouzsky Gui de Bourgogne, 1060? – 13. prosince 1124), byl papežem, jeho jméno řeckého původu znamená Nejkrásnější.

## Životopis
Datum narození Guida Burgundského, pozdějšího papeže Kalixta II., není známo. Narodil se jako čtvrtý syn do rodiny burgundského hraběte Viléma I. O jeho mládí se mnoho neví, první zmínka v písemných pramenech dokládá až jeho působení jako arcibiskupa z Vienny od roku 1088. Současně je známo, že před svým zvolením papežem zastával funkci papežského legáta ve Francii za pontifikátu Paschalise II. Po smrti svého předchůdce Gelasia II. byl 2. února 1119 zvolen papežem a o týden později byl korunován ve svém arcibiskupském sídle. 
Období jeho pontifikátu se vyznačuje ukončením sporu o investituru. To, že nebyl mnichem a měl jasné diplomatické a politické kvality díky svému aristokratickému vychování, živilo naděje na řešení napjaté situace s císařstvím, konkrétně s císařem Jindřichem V. Říšský sněm v Mohuči (svolaný v roce 1119) uznal Kalixta II. za legitimního papeže a odsoudil vzdoropapeže Řehoře VIII., který ovšem v té době stále okupoval římský stolec.
Kalixt po tomto dílčím úspěchu svolal nový koncil do Remeše, jehož se měl zúčastnit i císař Jindřich, ale pro vzájemnou nedůvěru k setkání nedošlo. Koncil jednomyslně schválil kánon, který zakazoval laickou investituru biskupství a papežství. Ze strany Jindřicha V. se ale nedočkal žádného kompromisu a proto jej společně s Řehořem VIII. 30. října 1119 exkomunikoval.
Poté se Kalixt vypravil do Říma, kam triumfálně 3. června 1120 vstoupil a donutil Řehoře i přes podporu jeho římských císařských spojenců uprchnout do Sutri, odkud byl Řehoř po obléhání vydán a vykázán do kláštera, kde poté také v zajetí zemřel.
Kalixt se po celou dobu svého pontifikátu snažil všemožně dohodnout s císařem na řešení sporných otázek a roku 1121 intenzivně vyjednával s papežství nakloněnými německými knížaty, až byl vypracován návrh vzájemné dohody, který provázel následná mírová jednání ve Wormsu, kde bylo 23. září 1122 konečně dosaženo smíru, jenž byl formulován v tzv. konkordátu wormském (nebo lat. Pactum Calixtinum). V dokumentu bylo stanoveno, že právo jmenování biskupů náleží výhradně papeži, i když schvaloval císaři právo být přítomen při jejich volbě, a císaři byla vyhrazena zase čistě investitura světská. Výsledek vzájemné dohody byl definitivně potvrzen na papežem svolaném devátém ekumenickém koncilu v Lateránu v březnu roku 1123, který také schválil všechny kánony doposud vydané předchozími koncily.
Konkordát i následný koncil tedy slavnostně potvrdily primát římské církve v osobě papeže a zamezily tím jakýmkoliv pokusům o nezávislost ze strany velkých národních církví.

## Odkazy

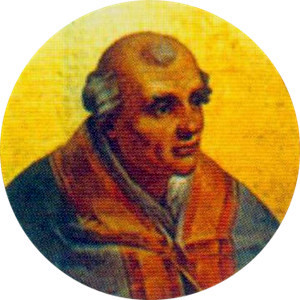
Portrét papeže Klaxita II. v bazilice sv. Pavla za hradbami